# Himmelkron
Himmelkron est une commune de Bavière (Allemagne), située dans l'arrondissement de Kulmbach, dans le district de Haute-Franconie. Ce bourg est réputé pour son monastère cistercien.

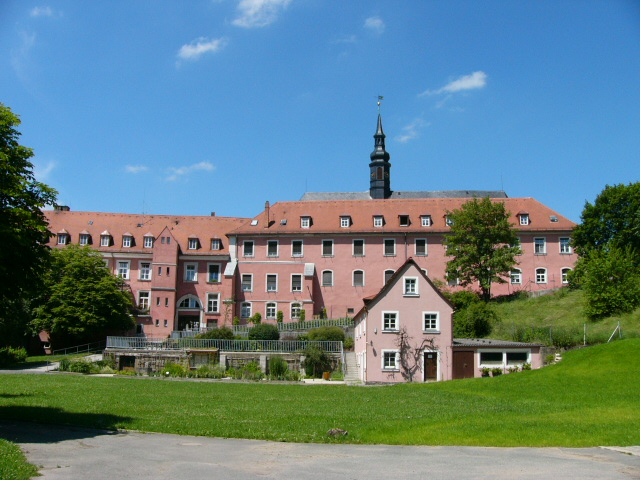
L'abbaye de Himmelkron vue du Sud.

## Jumelage
- Kynšperk nad Ohří (Tchéquie)